# NGC 3603 A1
Pour les articles homonymes, voir A1.
Désignations
NGC 3603 A1 ou HD 97950 A1 est le nom d'une étoile binaire située dans l'amas ouvert NGC 3603. Combinant des mesures spectroscopiques de vitesse radiale avec celles de photométrie prise avec le Télescope spatial Hubble, une équipe de l'Université de Montréal (Canada) a montré en 2008 que les composantes du système binaire étaient les étoiles les plus massives jamais mesurées directement à ce jour : la masse de l'étoile principale est de 116±31 masses solaires et celle de la secondaire de 89±16 masses solaires. Ce système détrône le système binaire WR 20a qui détenait jusqu'ici le record, et brise pour la première fois la barrière des 100 masses solaires. L'intérêt pour les astronomes de trouver les étoiles massives est dû à notre méconnaissance de l'existence d'une limite supérieure des masses, s'il y en a une. Au-delà d'une masse initiale de 150 masses solaires, il semble pourtant que la pression de radiation générée par la proto-étoile empêche l'accumulation supplémentaire de masse. Après de nombreuses études basées sur des données de luminosité proclamant de très grandes masses, ce système vient confirmer directement (i.e. par la mesure de la dynamique du système, à travers les vitesses radiales) qu'il existe des étoiles plus massives que 100 fois la masse du soleil.